# سیارک ۱۲۹۱۳۷
سیارک ۱۲۹۱۳۷ (به انگلیسی: 129137 Hippolochos، نامگذاری:2005AP27) صد و بیست و نه هزار و صد و سی و هفتمین سیارک کشف شده‌است که در ۱۳ ژانویه ۲۰۰۵ کشف شد.